# Gustavo Valdés
Gustavo Adolfo Valdés (Ituzaingó, 15 de octubre de 1968) es un abogado y político argentino afiliado a la Unión Cívica Radical. Fue diputado nacional desde 2013 hasta 2017 y miembro del Consejo de la Magistratura de la nación. En octubre de 2017 fue electo gobernador de la provincia de Corrientes, asumiendo el cargo el 10 de diciembre de ese año, siendo reelecto el 29 de agosto de 2021 con el 76,9%, el porcentaje más alto en la historia provincial.es un fraude 

## Formación y vida personal
Gustavo Valdés es el tercero de los cuatro hijos que tuvo el matrimonio de Manuel Valdés y Juana Mosqueda, ambos con trayectoria política en la localidad de Ituzaingó -él fue dos veces intendente por la UCR y ella, concejal por el Partido Justicialista-. Esto hizo que Valdés, pese a haber nacido en la capital provincial, viviera en Ituzaingó hasta los 18 años, momento en que emigró a la Ciudad de Corrientes para estudiar abogacía en la Universidad Nacional del Nordeste, carrera de la que egresó en 1994. Está casado con Cristina Garro y tiene tres hijos: Manuel, Milagros y Gustavo. Su hermano Juan Pablo es actualmente el intendente de Ituzaingó, Corrientes.

## Carrera política

### Inicios
Afiliado a la Unión Cívica Radical desde los 14 años, Valdés inició su militancia política en 1983, año en que la Argentina recuperó la democracia luego del Proceso de Reorganización Nacional. [cita requerida] Además, en su adolescencia también fue Presidente del Centro de Estudiantes de su escuela, miembro del Comité Central de la Juventud Radical de la Provincia de Corrientes y, posteriormente, delegado del Comité Nacional por la Juventud Radical de dicha Provincia.
Entre 1997 y 2001 fue Jefe de la delegación Corrientes de la Dirección Nacional de Migraciones. 

### Cargos municipales
En 2005 fue elegido concejal de la Capital. Entre aquel año y 2009, cuando la ciudad era gobernada por Carlos Vignolo, fue el presidente de la bancada radical. 

### Cargos provinciales
El 10 de diciembre de 2009, con la asunción de Ricardo Colombi a la gobernación de Corrientes, Valdés juró como Ministro de Gobierno, cargo en el que se desempeñó hasta el 10 de diciembre de 2013.

### Diputado Nacional y Consejero de la Magistratura
En esa misma fecha asumió como Diputado Nacional por Corrientes en representación del frente Encuentro por Corrientes (ECo). En aquellas elecciones obtuvo el 46,9 % de los votos, lo que le permitió a ECo obtener dos de las tres bancas en disputa.
En el Congreso, Valdés integró como vocal las comisiones de Juicio Político, Legislación General, Libertad de Expresión, Justicia y Transportes.
Además, en 2014, fue designado como miembro del Consejo de la Magistratura, siendo el segundo correntino de la historia en integrar este órgano del Poder Judicial de la Nación después del senador José Antonio Romero Feris. En el Consejo, Valdés compartió la representación legislativa junto a pares como Ángel Rozas y Pablo Tonelli.

### Gobernador de Corrientes
El 14 de julio de 2017 Ricardo Colombi lo presentó como candidato a sucederlo en la gobernación de Corrientes. En las elecciones generales de 2017 se consagró como gobernador de Corrientes con el 54,06 % de los votos.
El 10 de julio de 2021 confirmó su candidatura para la reelección, siendo acompañado en la fórmula por el exgobernador y vicegobernador de la provincia y actual senador nacional, Pedro Braillard Poccard, quienes se posicionaron como amplios favoritos en las encuestas y en la lectura de los analistas políticos al punto que, según el consultor Guillermo Chas, "la pregunta no es si Valdés va a ganar las elecciones, la pregunta es por cuánto va a ganar". Su único rival fue el ex intendente de la Ciudad de Corrientes, Fabián Ríos, que es secundado en el binomio por el senador provincial Martín Barrionuevo, ambos integrantes del Frente Corrientes de Todos, alianza que aglutina al justicialismo de ese distrito.
En las elecciones celebradas el 29 de agosto de 2021, la fórmula Valdés-Braillard Poccard se impuso con más del 76% de los votos, por lo que asumió un nuevo mandato el 10 de diciembre de 2021.
Caso Loan: Siendo gobernador, se da el caso de la desaparición de Loan.

### Gabinete
| Ministerios del Gobierno deGustavo Valdés  | Ministerios del Gobierno deGustavo Valdés    | Ministerios del Gobierno deGustavo Valdés         |
| Cartera                                    | Titular                                      | Período                                           |
| ------------------------------------------ | -------------------------------------------- | ------------------------------------------------- |
| Ministerio de Coordinación                 | Miguel Olivieri                              | 11 de diciembre de 2021 - en el cargo             |
| Ministerio de Coordinación                 | Horacio Ortega                               | 11 de diciembre de 2017 - 11 de diciembre de 2021 |
| Ministerio de Hacienda y Finanzas          | Marcelo Rivas Piasentini                     | 11 de diciembre de 2021 - en el cargo             |
| Ministerio de Hacienda y Finanzas          | Enrique Vaz Torres                           | 11 de diciembre de 2017 - 11 de diciembre de 2021 |
| Ministerio de Industria                    | Mariel Gabur                                 | 14 de diciembre de 2021 - en el cargo             |
| Ministerio de Industria                    | Raúl Schiavi                                 | 11 de diciembre de 2017 - 11 de diciembre de 2021 |
| Ministerio de Producción                   | Claudio Anselmo                              | 11 de diciembre de 2021 - en el cargo             |
| Ministerio de Producción                   | Jorge Vara                                   | 11 de diciembre de 2017 - 11 de diciembre de 2021 |
| Ministerio de Desarrollo Social            | Adán Gaya                                    | 11 de diciembre de 2021 - en el cargo             |
| Ministerio de Desarrollo Social            | Federico Mouliá                              | 11 de diciembre de 2017 - 11 de diciembre de 2021 |
| Ministerio de Obras y Servicios Públicos   | Claudio Polich                               | 11 de diciembre de 2021 - en el cargo             |
| Ministerio de Obras y Servicios Públicos   | Bernardo Rodríguez                           | 11 de diciembre de 2017 - 11 de diciembre de 2021 |
| Ministerio de Salud                        | Ricardo Cardozo                              | 11 de diciembre de 2017 - en el cargo             |
| Ministerio de Educación                    | Práxedes López                               | 11 de diciembre de 2021 - en el cargo             |
| Ministerio de Educación                    | Susana Benítez                               | 11 de diciembre de 2017 - 11 de diciembre de 2021 |
| Ministerio de Ciencia y Tecnología         | Jessica Natalia Romero                       | 12 de mayo de 2025 - en el cargo                  |
| Ministerio de Ciencia y Tecnología         | Jorge Antonio Gómez                          | 14 de diciembre de 2021 - 12 de mayo de 2025      |
| Orlando Macció                             | 7 de abril de 2020 - 14 de diciembre de 2021 |                                                   |
| Ministerio de Seguridad                    | Buenaventura Duarte                          | 14 de diciembre de 2021 - 12 de julio de 2024     |
| Ministerio de Seguridad                    | Juan José López Desimoni                     | 11 de diciembre de 2017 - 14 de diciembre de 2021 |
| Ministerio de Justicia                     | Juan José López Desimoni                     | 14 de diciembre de 2021 - en el cargo             |
| Ministerio de Justicia                     | Buenaventura Duarte                          | 12 de julio de 2019 - 14 de diciembre de 2021     |
| Ministerio de Justicia                     | Jorge “Pili” Quintana                        | 11 de diciembre de 2017 - 12 de julio de 2019     |
| Ministerio de Turismo                      | Sebastián Slobayen                           | 11 de diciembre de 2021 - en el cargo             |
| Ministerio de Turismo                      | Cristian Piris                               | 11 de diciembre de 2017 - 11 de diciembre de 2021 |
| Secretarías del Gobierno de Gustavo Valdés |                                              |                                                   |
| Cartera                                    | Titular                                      | Período                                           |
| Secretario general de la Gobernación       | Carlos Vignolo                               | 11 de diciembre de 2021 - en el cargo             |
| Secretario general de la Gobernación       | Juan Carlos Alvarez                          | 11 de diciembre de 2017 - 11 de diciembre de 2021 |
| Fiscalía de Estado                         | Horacio Ortega                               | 11 de diciembre de 2021 - en el cargo             |
| Fiscalía de Estado                         | Víctor Ojeda                                 | 11 de diciembre de 2017 - 11 de diciembre de 2021 |

## Controversias

### Caso Loan Peña
En junio de 2024, se produjo la desaparición de Loan Danilo Peña. Diversos sectores cuestionaron al gobierno provincial y a Gustavo Valdés por presuntas demoras en la activación del protocolo de búsqueda y la coordinación de las fuerzas de seguridad en las etapas iniciales del operativo. Asimismo, la comunicación oficial fue objeto de críticas luego de que el gobernador anunciara avances sustanciales en la investigación que posteriormente no se corroboraron en sede judicial.   Organizaciones sociales, legisladores y familiares promovieron denuncias administrativas y pedidos de juicio político contra el Poder Ejecutivo provincial, alegando presunto mal desempeño en la gestión de la emergencia y omisión de deberes de funcionario público.

### Reforma electoral por decreto
En junio de 2025, el gobernador Gustavo Valdés, emitió el Decreto N.º 1260/2025, que restringió las adhesiones de listas municipales a fórmulas provinciales, estableciendo que cada nómina local sólo podría vincularse a una única opción provincial y prohibiendo el uso de “listas colectoras”. Publicado en el Boletín Oficial el 23 de junio, el decreto fue promovido como una medida para “ordenar el cuarto oscuro” y simplificar la oferta electoral, aunque en la práctica alteró sobre la marcha las reglas del juego en pleno período preelectoral generando una innecesaria incertidumbre jurídica.
La jueza María Eugenia Herrero, del Juzgado Civil y Comercial N.º 3, declaró nulo el decreto el 27 de junio, argumento que luego fue revertido por la Cámara de Apelaciones el 4 de julio al considerar la medida de “orden técnico-electoral”. Finalmente, el Superior Tribunal de Justicia de Corrientes, el 10 de julio, ratificó la inconstitucionalidad, anulando de manera definitiva la norma y restableciendo el régimen previo que permitía adhesiones múltiples, lo que obligó a los partidos a redefinir sus alianzas antes del cierre de listas.